# Der Bote der gesellschaftlichen Meinung
Der Bote der gesellschaftlichen Meinung (russisch Вестник общественного мнения Westnik obschtschestwennowo mnenija) ist eine russische soziologische Zeitschrift. Die Zeitschrift wird seit 2003 vom Meinungsforschungsinstitut Lewada-Zentrum verlegt. Seit 2009 erscheint die Zeitschrift viermal im Jahr.

## Geschichte
Ein Teil der Zeitschrift ist den Ergebnissen des Monitorings der sozial-ökonomischen Veränderungen gewidmet. Das Programm war 1992–1993 von einem Kollektiv unter der Leitung des Akademiemitgliedes Tatjana Saslawskaja entwickelt worden. Im Rahmen des Monitorings werden „die Einschätzungen der Bevölkerung zur wirtschaftlichen Lage des Landes“ (seit 1993), „die Beziehung zu den Wirtschaftsreformen“ (seit 1994), „das Potential des Protestes“ (seit 1993), „die Kennziffern des Optimismus“ (seit 1994), das Vertrauen zu den politischen Führern (seit 2000) u. a. geprüft.
Ein anderer Teil enthält wissenschaftliche Artikel, die den Hauptaspekten des Lebens in der russischen Gesellschaft gewidmet sind. In der Zeitschrift wurden die Artikel von Juri Lewada, die von der allgemeinen Idee über „den Sowjetmensch“ geprägt waren, publiziert (Homo Soveticus ist das Hauptprojekt des früheren WZIOMs und des heutigen Lewada-Zentrums). 2008 fand die fünfte Welle der Meinungsforschung mit der Unterstützung des Fonds „Die liberale Mission“ statt. Die Artikel von Lew Gudkow, Boris Dubin, Alexei Lewinson, Marina Krasilnikowa und anderen Mitarbeitern des Zentrums werden im Boten veröffentlicht. Auch erscheinen darin Texte von weiteren, nicht am Zentrum tätigen russischen Soziologen, Politologen und Meinungsforscher wie Boris Gruschin, Leonid Gordon, Igor Kon, Tatjana Worogeikina und Georgi Satarow.

## Mitarbeiter
Cheflektor:
- 2003 bis 2006 – Juri Lewada †
- seit 2006 – Lew Gudkow

Redaktionsbeirat:
- T. Saslawskaja (Obfrau)
- A. Aganbegyan
- A. Wischnewski
- T. Worogeikina
- B. Gruschin (1929–2007)
- L. Drobigewa
- O. Lazis (1934–2005)
- J. Lewada (1930–2006)
- N. Rimaschewskaja
- T. Schanin
- W. Jadow
- E. Jasin